# پائولین پارمنتیر
 پائولین پارمنتیر (فرانسوی: Pauline Parmentier‎؛ زادهٔ ۳۱ ژانویهٔ ۱۹۸۶) یک تنیس‌باز اهل فرانسه است. 